# リュドミラ・マスラコワ
リュドミラ・ジャルコワ＝マスラコワ (ロシア語:Людмила Жаркова-Маслакова、1952年5月25日- )は、旧ソビエト連邦の陸上競技選手。1968年メキシコシティーオリンピックから4大会連続オリンピックに出場。1980年モスクワオリンピックの銀メダルをはじめ、リレー種目で3つのメダルを獲得した選手である。

## 経歴
マスラコワが最初に参加したメキシコオリンピックでは、ガリナ・ブハリナ、ベラ・ポプコワ、リュドミラ・サモテソワとともに4×100mリレーに出場。アメリカ、キューバに次いで銅メダルを獲得。
4年後の1972年ミュンヘンオリンピックの4×100mは5位に終わったものの、1976年モントリオールオリンピックの4×100mリレーでは、タチアナ・プロロチェンコ、ナデジダ・ベスファミリナヤ、ベラ・アニシモワとともに挑み、東ドイツ、西ドイツに次いで2大会ぶりの銅メダルを獲得。
マスラコワの最後のオリンピックとなった、1980年モスクワオリンピックでも4×100mリレーに出場。前回もメンバーであったアニシモワと、ベラ・コミソワ、ナタリア・ボチナとともに、東ドイツに次いで銀メダルを獲得。マスラコワが出場した4回のオリンピックで最高の成績を残した。

## 主な実績
| 年   | 大会                 | 場所                     | 種目         | 結果 | 記録    |
| ---- | -------------------- | ------------------------ | ------------ | ---- | ------- |
| 1968 | オリンピック         | メキシコシティ(メキシコ) | 4×100mリレー | 3位  | 43.4秒  |
| 1971 | ヨーロッパ陸上選手権 | ヘルシンキ(フィンランド) | 4×100mリレー | 3位  | 44.5秒  |
| 1972 | オリンピック         | ミュンヘン(西ドイツ)     | 4×100mリレー | 5位  | 43.59秒 |
| 1974 | ヨーロッパ陸上選手権 | ローマ(イタリア)         | 100m         | 4位  | 11.36秒 |
| 1974 | ヨーロッパ陸上選手権 | ローマ(イタリア)         | 200m         | 4位  | 23.31秒 |
| 1975 | ユニバーシアード     | ローマ(イタリア)         | 100m         | 1位  | 11.31秒 |
| 1976 | オリンピック         | モントリオール(カナダ)   | 4×100mリレー | 3位  | 43.09秒 |
| 1978 | ヨーロッパ陸上選手権 | プラハ(チェコスロバキア) | 100m         | 3位  | 11.31秒 |
| 1978 | ヨーロッパ陸上選手権 | プラハ(チェコスロバキア) | 200m         | 6位  | 22.89秒 |
| 1978 | ヨーロッパ陸上選手権 | プラハ(チェコスロバキア) | 4×100mリレー | 1位  | 42.54秒 |
| 1980 | オリンピック         | モスクワ(ソビエト連邦)   | 4×100mリレー | 2位  | 42.10秒 |